# 亚马逊弹性文件系统
亚马逊弹性文件系统 (Amazon Elastic File System，Amazon EFS) 是亚马逊云计算服务提供的一种云存储，旨在提供可扩展性、弹性、有一些限制和加密的文件存储，供亚马逊云计算服务和企业内部使用。Amazon EFS支持网络文件系统(NFS) 版本 4.0和4.1 (NFSv4) 协议并通过可移植操作系统接口 ( POSIX ) 权限控制用戶对文件的访问。 